# Corvus (Waffe)

Diagramm eines Corvus

Ein Corvus (was im lateinischen Rabe, aber auch Mauerhaken bedeutet) war eine römische Enterbrücke, die in der Seekriegsführung im Ersten Punischen Krieg gegen Karthago zum Einsatz kam.
Im ersten Buch seiner römischen Geschichte (Historíai) beschreibt Polybios den corvus als eine Zugbrücke, die 1,2 Meter breit und 10,9 Meter lang war, mit einer schmalen Brüstung an beiden Seiten. Die Vorrichtung wurde vermutlich beim Bug des Schiffes befestigt. Ein System von Seilzügen erlaubte es, die Brücke hinauf- und herunterzufahren. Am freien Ende war unter der Brücke ein schwerer, wie ein Schnabel geformter Dorn (daher der Name) befestigt, der sich in der Beplankung an Deck des gegnerischen Schiffes bohren sollte, wenn der corvus auf dieses fallen gelassen wurde. Über diese feste Verbindung zwischen den Schiffen konnten die Legionäre das gegnerische Schiff entern.
Im 3. Jahrhundert v. Chr. war Rom keine Seekriegsmacht und hatte wenig Erfahrung in der maritimen Kriegsführung. Tatsächlich hatte die Römische Republik sich vor dem ersten Punischen Krieg nicht an Feldzüge außerhalb der Italienischen Halbinsel gewagt. Ihr Wissen war perfekt ausgerichtet auf Schlachten an Land, ihr größter Vorteil waren die Disziplin und der Mut ihrer Soldaten. Der corvus erlaubte es den Römern nun, diese Überlegenheit auch gegen die effizientere karthagische Flotte zu nutzen. Die Taktik, ihr Potenzial auch auf See einzusetzen, funktionierte. Die Römer gewannen die Schlachten von Mylae, Sulci, Tindaris und Ecnomus im Wesentlichen aufgrund der corvus-Taktik und der Unfähigkeit der Karthager, darauf zu reagieren.
Neben seinen Vorzügen hatte der corvus auch ernsthafte Nachteile: moderne Nachbauten zeigen, dass sein Gebrauch die Manövrierbarkeit des Schiffes beeinträchtigte, da er die Balance stark beeinträchtigte. Die Römer verloren in den Jahren 255 v. Chr. und 249 v. Chr. aufgrund der durch den corvus erzeugten Instabilität ganze Flotten bei Schlechtwetter. Dies war vermutlich der Grund dafür, dass die Vorrichtung gegen Ende des Krieges beim Bau der Schiffe nicht mehr berücksichtigt wurde. Andererseits war die Seetaktik der Römer jetzt verbessert, die Mannschaften waren erfahrener, und der Vorteil des corvus in den Schlachten war dadurch gegenüber den Nachteilen geschwunden. Der corvus wird nach der Schlacht am Kap Ecnomus in den Quellen nicht mehr erwähnt, und offensichtlich wurde die Schlacht bei den Ägatischen Inseln, die den Ersten Punischen Krieg entschied, bereits ohne ihn gewonnen. In neuerer Zeit ist daher bezweifelt worden, ob es den corvus in der bei Polybios beschriebenen Weise jemals tatsächlich gegeben hat.